# Maxl Graf
Maximilian Reinhold Friedrich „Maxl“ Graf (* 25. September 1933 in München; † 18. März 1996 ebenda) war ein deutscher Volksschauspieler und Sänger auf dem Gebiet der volkstümlichen Musik. In seinen Rollen verkörperte er das charmante Schlitzohr mit Herz.

## Leben
Maxl Graf wuchs als Sohn eines Eisenbahners im Münchner Westend auf und besuchte die Oberrealschule. Als Jugendlicher wollte er zunächst Lokomotivführer, später Schauspieler werden. 1947 wurde er unter 750 Mitbewerbern als erstes „Funkkind“ ausgewählt. Zusammen mit der gleichaltrigen Christa Berndl durfte er in der Hörspielserie Christa und Maxl auf Radio München mitspielen. Die Aufnahmeprüfung an der Falckenberg-Schauspielschule bestand er nicht. Aber er nahm Tanz- und Gesangsunterricht sowie privaten Schauspielunterricht u. a. bei Franz Fröhlich und ging dann doch seinen Weg als Schauspieler. Seine ersten Auftritte waren in Musicals und Singspielen. 1963 gab er den Münchner Faschingsprinz.

### Schauspieler
Ab 1959 war er an der Fernsehreihe Der Komödienstadel des Bayerischen Rundfunks beteiligt. Der große Durchbruch gelang Maxl Graf hier im Jahr 1961 in dem Lustspiel Die drei Eisbären. Graf konnte dann an zahlreichen Produktionen dieser Reihe mit bekannten Volksschauspielern wie Gustl Bayrhammer und Max Grießer mitwirken, wodurch er einem größeren Publikum bekannt wurde.
1965 erhielt er die ihm auf den Leib geschriebene Rolle des pfiffigen Kriminalassistenten Fröschl in der Reihe Die seltsamen Methoden des Franz Josef Wanninger an der Seite von Beppo Brem und Fritz Straßner. Von 1969 bis 1971 war er immer wieder in verschiedenen Rollen – meist als Angeklagter oder Zeuge – in der Serie Königlich Bayerisches Amtsgericht zu sehen.
Neben seinen Fernsehproduktionen wirkte Maxl Graf bei unzähligen Hörfunksendungen mit. Seine Karriere schien beendet zu sein, als er 1975 bei einem schweren Autounfall einen Genickbruch erlitt. Doch wider Erwarten blieb keine Lähmung zurück, und er konnte wenige Monate später wieder auf der Bühne stehen. Eine seiner letzten Rollen war die eines Gendarmen in der SAT.1-Arztserie Der Bergdoktor.
Ab den 1970er Jahren spielte er auch vermehrt an Münchner Theatern, unter anderem am Deutschen Theater, an der Kleinen Komödie, am Theater Die Kleine Freiheit, am T(h)eater in der Briennerstraße sowie auf Tourneen.

### Moderator und Sänger
In den 1970er Jahren moderierte er zusammen mit seiner jeweiligen Partnerin Ruth Kappelsberger, Lolita und Carolin Reiber die Sendereihe Lustige Musikanten im ZDF. Mit Carolin Reiber führte er auch im dritten Programm des Bayerischen Fernsehens durch die Quizreihe Kennen Sie Bayern?
Er nahm eine Vielzahl von Liedern auf Schallplatte auf. Als Sänger widmete er sich hauptsächlich der volkstümlichen Musik. Eines seiner Paradestücke war Der Fensterputzer Kare. 1989 nahm er zusammen mit Sepp Viellechner am Grand Prix der Volksmusik teil. Ihr Titel Kaum schau i auf'd Uhr is scho Herbst erreichte Platz 7 bei der deutschen Vorentscheidung.

## Krankheit und Tod
In den 1990er Jahren erkrankte Maxl Graf unheilbar an Leberkrebs und zog sich daraufhin aus der Öffentlichkeit zurück. Graf war verheiratet mit Olga Georgine und hat einen Sohn (Maximilian) und eine Tochter (Christine). Er starb 1996 im Alter von 62 Jahren im Münchner Klinikum Großhadern und ist auf dem Münchner Westfriedhof (Grab Nr. 200-A-14a/b) beigesetzt.

## Filmografie

### Kino
- 1977: Die Jugendstreiche des Knaben Karl

### Fernsehen
Der Komödienstadel
- 1961: Die drei Eisbären – als Juliander Haldenegger
- 1962: Graf Schorschi – als Schorschi Graf
- 1962: Das Dienstjubiläum – als Andreas Gruber, Förster
- 1963: Der Schusternazi – als Xaverl Brandl
- 1963: Der Geisterbräu – als Sixtus, Schäfer
- 1964:	Die Tochter des Bombardon – als Wastl
- 1964: Die Entwicklungshilfe – als Wastl Zott
- 1964: Wenn der Hahn kräht – als Dr. Heinz Forster, Tierarzt
- 1965: Die Stadterhebung – als Benno Hunzinger
- 1966: Die Mieterhöhung – als Sigi Pfund, Mechaniker
- 1967: Krach um Jolanthe – als Gustl Heindl, Bauer
- 1969: Das Wunder des heiligen Florian – als Andreas Raingruber
- 1970: Alles für die Katz – als Vinzenz, Knecht
- 1971: Der Ehestreik – als Josef, Schmied
- 1972: Josef Filser – als Xaver Schützinger
- 1973: Die drei Eisbären – als Pauli Haldenegger
- 1973: Die kleine Welt – als Ludwig Wagenbauer, Schenkkellner
- 1977: St.Pauli in St.Peter – als Bonifaz, Fischerknecht
- 1983: Heiratsfieber – als Kilian, Oberknecht
- 1984: Der Senior – als Isidor Singldinger sen.
- 1985: Wenn der Hahn kräht – als Severin Bachmeier, Bürgermeister
- 1985: Thomas auf der Himmelsleiter – als Kuni, Hauserin

Chiemgauer Volkstheater
- 1992: Liebe und Blechschaden – als Toni Hinterleitner
- 1992: Schöne Geschichten mit Mama und Papa – als Ferdinand Hundshammer

#### Fernsehfilme (Auswahl)
- 1961: Cancan und Bakarole – Der abenteuerliche Aufstieg des Herrn Jacques Offenbach
- 1961: Du holde Kunst – Szenen um Lieder von Franz Schubert
- 1965: Der alte Feinschmecker
- 1965: Die Pfingstorgel
- 1966: Boni
- 1979: ... mit besten Empfehlungen
- 1981: Tipfehler

#### Fernsehserien (Auswahl)
- 1962–1963: Funkstreife Isar 12 (3 Folgen)
- 1964: Kommissar Freytag: Dora tanzt – Richard hängt
- 1965: Alarm in den Bergen Folge 11: Der Raub des heiligen Florian
- 1965–1970: Die seltsamen Methoden des Franz Josef Wanninger (42 Folgen)
- 1969–1971: Königlich Bayerisches Amtsgericht (14 Folgen)
- 1974: Der Kommissar Folge 69: Ein Anteil am Leben
- 1976: Inspektion Lauenstadt (13 Folgen)
- 1978–1980: Die unsterblichen Methoden des Franz Josef Wanninger
- 1982: Das Traumschiff – Grenada
- 1991: Ein Fall für zwei: Schneewalzer
- 1993: Der Bergdoktor: Das Auge des Gesetzes
- 1994: Der Bergdoktor: Die Falle
- 1994: Lutz & Hardy: Ein Auto verschwindet
- 1995–1996: Café Meineid (26 Folgen)
- 1996: Kriminaltango: Freispruch für einen Toten

#### Fernsehshows (Auswahl)
- 1968: Darf ich mal reinkommen? (Fernsehshow)[2][3]
- 1969: Zwischenmahlzeit (3 Folgen)
- 1970: Die Drehscheibe (1 Folge)
- 1972: Karl Valentins Lachparade
- 1974: Am laufenden Band
- 1976: Dalli Dalli (1 Folge)
- ab 1976: Lustige Musikanten (Moderation)

## Diskografie

### Alben

#### Studioalben
- 1970: Maxl Graf (mit Toni Sülzböck und seinen Musikanten und Christl Klein)
- 1972(?): Auf geht's mit Maxl Graf
- 1978: Singendes, klingendes Alpenland (mit Wolfgang Kubach)
- 1980: I bin a echter Tulbeckstraßler

#### Mitwirkung
- 1966: Auf geht's zum Oktoberfest
- 1968: Bretter die die Zeit bedeuten - Die Geschichte des deutschen Nachkriegs-Kabaretts von 1945 bis heute
(mit Franz Messner und Karl Schönböck, Titel O Du Mein Österreich)
- 196?: München nach 8 – Streifzug neuer Melodien durch die Weltstadt mit Herz
- 1972(?): Bier-Olympiade
- 1974: Die große Schimpf- und Fluchparade
- 1981: Mein Freund der Hund (Titel Schnauzi Bauzi)
- 1987: Die Super-Hitparade der Volksmusik (Titel In München steht ein Hofbräuhaus)

#### Wort und Musik
- 1971: Ludus De Nato Infante Mirificus – Ein Weihnachtsspiel (von Carl Orff)
- 197?: Der lachende Stammtisch – Kennen Sie den?
- 1972: Die besten bayrischen Witze (mit Karl Tischlinger)
- 1973: Die bunte Kinderserie – Märchen nach Gebrüder Grimm (in Der Frieder Und Das Katherlieschen)
- 1975: Eine bayerische Gaudi (mit Ludwig Schmid-Wildy und Gustl Bayrhammer)
- 1974: Aus dem Komödienstadel
- 1984: Überfall auf den Himmelsschlitten. Ein alpenländisches Weihnachtsmärchen (mit Gustl Bayrhammer)
- 1987: Comoedia De Christi Resurrectione – Ein Osterspiel (von Carl Orff)
- 198?: Der weißblaue Stammtisch – Witze non stop mit Maxl Graf und Rudi Büttner – live

#### Kompilationen (Auswahl)
- 197?: So jung komma nimma z’samm
- 1977: Maxl Graf und die lustigen Musikanten
- 1979: Sterne unserer Heimat
- 1981: A echter boarischer Bua
- 1996: Seine größten Erfolge

### Singles
- 1963: Münchner Twen
- 1963: Der Lederhosen-Twist / Tamouré am Tegernsee
- 196?: I bin a Mörtelrührer / I bin der Stolz von da Au
- 196?: Der Fensterputzer Karl (Kare)
- 1967: A fescher Gamsbart / Die Krawatt’l-Polka
- 1968: Bloß weil ich ein Münchner bin / Der Graf von Schwabing
- 1968: Bittascheen / So eine Scheene
- 1970: Der alte Bauernbader / Er war ein Wildschütz
- 1970: So jung komma nimma z'samm / Bayrisch im 3/4 Takt
- 1971: Der Hiasl vom Bayerischen Wald / Bavarian-Mini-Dixieland (mit Christl Klein)
- 1972: Prost meine Herren / Der erste Schluck
- 1973: Das Bayrische Fremdwörter-Lexikon / Meine Frau ist der gebor'ne Kommissar
- 1974: Ein einsamer Mensch (…ist schneller besoffen) / Warum gibt's koane Weißwürst net? (mit Jürgen Scheller)
- 1974: Gibt's denn noch den alten Huber? / A Bayer und a Preuß (mit Jürgen Scheller)
- 1974: Ich wär so gern der Wildschütz Jennerwein / Ich bin ein echter Komödiant
- 1974: Fensterl auf, Fensterl zu / Leute gebt's gut acht
- 1980: Was wuist denn Du, Du alter Depp / A Halbe geht allwei'
- 1980: Im Himmel ist der Teufel los / Der Kaminkehrer vom Hofbräuhaus
- 1989: Kaum schau i' auf d' Uhr, is scho Herbst (mit Sepp Viellechner)

Weitere Aufnahmen (Auswahl)
- Mir genga net unter (Maxl Graf und die Münchner Sänger)
- So a echter Boarischer Bua (Maxl Graf und Helga Reichel)
- Der Fröschl-Tango
- Der Fingerhakl-Walzer
- Der bayerische Biermarsch
- Der Tulbeckstraßler
- Schwarze Rose von München-Ost
- Der Umgang
- Der Toni von Leoni
- Halt ma z’samm
- Auf den Bergen wohnt die Freiheit (König-Ludwig-Lied)
- Der Schankkellner
- Mitten in der Welt, da liegt das Land der Bayern
- Die Mizzi hat viel Holz
- Heut' gehts in' Biergarten
- Hock di rüber, oide Hütt'n
- Edelweiß-Walzer
- Wenn's Frühling wird in den Bergen